# Capnia naebensis
Capnia naebensis är en bäcksländeart som beskrevs av Kawai 1967. Capnia naebensis ingår i släktet Capnia och familjen småbäcksländor. Inga underarter finns listade i Catalogue of Life.